# Дом на краю парка
«Дом на краю парка» (англ. The House on the Edge of the Park, итал. La casa sperduta nel parco) — англоязычный итальянский фильм ужасов с элементами триллера, снятый режиссёром Руджеро Деодато в 1980 году по сценарию Джанфранко Клеричи. В главных ролях снимались Дэвид Хесс и Джованни Ломбардо Радиче.

## Сюжет
В начале фильма серийный убийца Алекс (Дэвид Хесс) преследует по ночным улицам Нью-Йорка девушку по имени Сьюзан (Кэролин Мардек). Он следит за ней до местного парка, где нападает на неё, насилует и душит до смерти.
Спустя некоторое время, Алекс и его странноватый приятель Рикки (Джованни Ломбардо Радиче), закрывают на ночь подземный гараж, где они оба работают, когда к ним заезжает молодая пара, Том (Кристиан Борромео) и Лиза (Анни Белль). Они просят починить их кадиллак, Алекс отказывается, а простодушный Рикки решает помочь и легко устраняет поломку. В благодарность Том приглашает обоих на вечеринку в доме своих друзей в Нью-Джерси. Перед отъездом Алекс останавливается возле своего шкафчика, в котором он хранит орудия убийства, и забирает оттуда опасную бритву.
Четверо прибывают на роскошную виллу в Джерси, принадлежащую Глории (Лоррейн Де Селле), также там находятся Гленда и Говард. Через некоторое время становится очевидным, что это группа богатых людей, которая ищет острых ощущений. Они спаивают Рикки и заставляют его танцевать стриптиз под диско-музыку, а Лиза дразнит Алекса, сначала соблазняя, а затем отталкивая его. Затем молодые люди садятся за игру в покер, и Алекс замечает, что владельцы дома обманывают недалёкого Рикки. Алекс приходит в бешенство и достаёт бритву. У него завязывается драка с Говардом, во время которой он сбрасывает мужчину в бассейн, после чего мочится на него. Достав Говарда из бассейна, разбушевавшийся Алекс отводит его обратно в дом и привязывает к пианино, объявив, что теперь он заправляет вечеринкой.
Алекс и Рикки начинают бить хозяев дома, после чего Алекс режет лицо Тома бритвой. Пока Рикки удерживает ставших заложниками мужчин, угрожая им «розочкой» из разбитой бутылки вина, Алекс домогается до Глории и Гленды. Лиза пытается сбежать, но он ловит её и насилует. Внезапно он слышит звонок в дверь и заставляет Глорию ответить: ночным гостем оказывается соседка-подросток Синди. Алекс хватает её и заносит в дом.
Сначала он заставляет её петь, а потом начинает рубить бритвой. Рикки понимает, что всё зашло слишком далеко и пытается остановить взбесившегося товарища, но тот отвечает ударом лезвия в живот, однако после этого он пытается извиниться перед другом. В это же время Тому удаётся освободиться и завладеть пистолетом. Он несколько раз стреляет в Алекса и бросает его во двор через стеклянные двери. Том срывает с шеи Алекса кулон и объясняет, что он принадлежал его сестре Сьюзан, которую убийца выследил тогда в парке. Он рассказывает, что вместе с Лизой придумал план заманить маньяка в дом, а затем убить и выдать это за меры самообороны. Алекс падает в бассейн и Говард, которого девушки отвязали от пианино, добивает его контрольным выстрелом в голову.
Вернувшись в дом, Говард собирается убить Рикки, но Глория его останавливает, Гленда пытается помочь раненной Синди. Том и Лиза обсуждают их план и Том говорит, что несмотря на некоторые недочёты, всё сработало как надо, и вызывает полицию.

## В ролях
- Дэвид Хесс — Алекс
- Джованни Ломбардо Радиче — Рикки
- Анни Белль — Лиза
- Кристиан Борромео — Том
- Лоррейн Де Селле — Глория
- Габриэль Ди Джулио — Говард
- Мари Клод Джозеф — Гленда
- Бриджитт Петронио — Синди
- Кэролин Мардек — Сьюзан

## Производство
Съёмки проходили в три недели в сентябре 1979 года. Бо́льшая часть фильма снята в Нью-Йорке, некоторые сцены сняты на студии в Риме. Роль Рикки первоначально могла достаться режиссёру и актёру Микеле Соави.
Фильм имеет много общего с «Последним домом слева» Уэса Крейвена, начиная от схожести названия и сюжета с захватом заложников в частном доме, вплоть до участия в обоих фильмах Дэвида Хесса в роли убийцы.

## Возможное продолжение
27 февраля 2011 года появилась информация о сиквеле под названием , Руджеро Деодато вновь займёт пост режиссёра, а Джованни Ломбардо Радиче вернётся к роли Рикки.